# Alectorolophus unilobatus
Alectorolophus unilobatus är en insektsart som beskrevs av Brunner von Wattenwyl 1898. Alectorolophus unilobatus ingår i släktet Alectorolophus och familjen gräshoppor. Inga underarter finns listade i Catalogue of Life.